# Alceo e Filisco
Alceo e Filisco (forse Atene ... - dopo la metà del II secolo a.C.) erano due filosofi epicurei che furono espulsi da Roma nel 173 a.C. o nel 154 a.C.

## Biografia
Ateneo afferma che l'espulsione avvenne durante il consolato di Lucio Postumio . Questo può riferirsi al Lucio Postumio che fu console nel 173 a.C. o al Lucio Postumio che fu console nel 154 a.C.. Eliano afferma che furono espulsi «perché avevano introdotto la generazione più giovane a molti piaceri innaturali», il che potrebbe essere un'osservazione ostile che proveniva da una fonte antiepicurea, ma è anche possibile che questa fosse l'accusa reale mossa contro di loro. 
Il diritto romano in questo periodo consentiva l'espulsione (relegatio) di qualsiasi persona indesiderata da Roma per decreto magistrale, ed era spesso usata per allontanare dalla città gli stranieri indesiderati e già nel 161  alcuni maestri di retorica e di filosofia erano stati espulsi dalla città. Nel 155 a.C., una celebre ambasceria di filosofi, composta da Carneade (Accademico), Diogene (Stoico) e Critolao (Peripatetico), era stata inviata da Atene a Roma dove i loro insegnamenti fecero scalpore, e furono costretti a partire. Se Alceo e Filisco furono espulsi dalla città nel 154 a.C., allora sarebbe passato solo un anno da questo evento.